# Big Time (album d'Ultra)
Pour les articles homonymes, voir Big Time.
Albums par Tim Dog
Do or Die
(1993) Immortal
(2003)
Albums par Kool Keith
Dr. Octagonecologyst
(1996) Sex Style
(1997)
Albums par Ultra (Tim Dog & Kool Keith)
Project X: Iconic
(2009)
Big Time est un album studio d'Ultra (duo composé de  Tim Dog et Kool Keith), sorti le 10 octobre 1996.
Les deux rappeurs, qui ont été membres des Ultramagnetic MCs, proposent ici un album qui contient plusieurs diss songs à l'encontre d'autres artistes.

## Liste des titres
| No  | Titre                                                                   | Contient un (des) sample(s) de                                               | Durée |
| --- | ----------------------------------------------------------------------- | ---------------------------------------------------------------------------- | ----- |
| 1.  | Selling My DAT's (Intro)                                                |                                                                              | 0:42  |
| 2.  | Super Luv                                                               |                                                                              | 3:09  |
| 3.  | NYC Street Corner Battle (featuring T Love)                             | You're Getting a Little Too Smart des Detroit Emeralds                       | 3:20  |
| 4.  | Big Time                                                                | The Breakdown (Part II) de Rufus Thomas                                      | 4:40  |
| 5.  | Bitin' My Space Shit (Skit)                                             |                                                                              | 0:08  |
| 6.  | Get Off the Dick                                                        | Kitty with the Bent Frame de Quincy Jones                                    | 3:40  |
| 7.  | Who Rocks?                                                              |                                                                              | 3:36  |
| 8.  | Peeping Tom (Skit)                                                      |                                                                              | 0:15  |
| 9.  | Private Eyes                                                            |                                                                              | 3:25  |
| 10. | The Industry Is Wack                                                    | The Sick Rose de David Axelrod Why Can't People Be Colors Too? des Whatnauts | 4:19  |
| 11. | Moving Out the Projects (Skit)                                          |                                                                              | 0:23  |
| 12. | Keep It Real... Represent (Full Original Version Previously Unreleased) |                                                                              | 4:07  |
| 13. | Ain't Nobody Happenin (featuring Motion Man)                            |                                                                              | 4:38  |
| 14. | Fat Lady                                                                |                                                                              | 4:13  |
| 15. | Visit to the Zoo (Skit)                                                 |                                                                              | 0:29  |
| 16. | Bizarre                                                                 |                                                                              | 3:02  |
| 17. | No Face                                                                 |                                                                              | 2:34  |
| 18. | To The Real Ultra Fans (Outro)                                          |                                                                              | 0:37  |